# Crisis institucional de Colombia de 2023-2024
La Crisis institucional de Colombia fue una crisis iniciada en 2023 y 2024 se han intensificado por la Fiscalía General de la Nación, Procuraduría General de la Nación encabezadas por Francisco Barbosa y Margarita Cabello, ya que el fiscal y la procuradora acusaron al presidente Gustavo Petro de romper la institucionalidad y el sistema judicial, según ellos, por sesgos ideológicos.

## Desarrollo
El conflicto entre el presidente y los entes judiciales se desata por los planteamientos del presidente de dar un giro a su política de establecer los órdenes de ámbitos estatales y equilibrar las ramas del poder público. Esto se inicia por el presidente y respaldado por legisladores y políticos al fines de él, al construir un verdadero cambio en la seguridad ciudadana, implementando su ambicioso proyecto de la denominada "Paz Total" entre los grupos guerrilleros en el marco del conflicto armado y las bandas criminales al cambio de beneficios y favorecimientos judiciales. Se desata las críticas y cuestionamientos entre el fiscal, procuradora, sectores políticos de la oposición y algunos magistrados del alto cargo de las altas cortes por no seguir combatiendo a los actores del conflicto y darse condiciones para ellos. En un foro de seguridad el fiscal Barbosa, lo comparó al presidente como dar beneficios al narcotraficante Pablo Escobar, el presidente reaccionó y recriminó al fiscal por la corrupción que existe en muchos tiempos en la fiscalía con los favorecimientos entre narcotraficantes y políticos.

### Bloqueo al edificio de la Corte Suprema de Justicia
El 8 de febrero de 2024 se convocó a las manifestaciones en el país principalmente en Bogotá, donde tuvieron sus epicentros la sede de la Corte Suprema de Justicia de Colombia y la Fiscalía General de la Nación pidiendo celebridad en la elección de la nueva fiscal de la nación tras de cumplirse el período de Francisco Barbosa como fiscal y rechazan la designación de la fiscal encargada Martha Mancera por motivo de se lleva un proceso en su contra. Hubo un intento de asedio a la sede de la Corte Suprema de Justicia por parte de un grupo de vándalos el que fue controlado por los manifestantes afines al gobierno con el apoyo de la policía y puso en riesgo la integridad de los magistrados y empleados del órgano judicial.
La votación para la elección de nueva fiscal no se efectuó por falta de votos requeridos para elegirla se aplazó la votación para el 22 de febrero. Los principales actores políticos, juristas, sectores sociales, organizaciones como la OEA y CIDH pidieron respeto, cordura y establecimiento del orden constitucional para el Estado de derecho y perdure con el cumplimiento transparente de los entes judiciales e institucionales.
El 12 de febrero en su última alocución como fiscal general declaró que el estado no es un país de golpes a las instituciones y argumento que se van a investigar el proceso a la vicefiscal Mancera, por apoyos entre los grupos de narcotráfico en Buenaventura y el ente judicial y se archivó el expediente para ocultar cuando esta ya había empezado a asumir el cargo en 2020. El 13 de febrero Martha Mancera asumió como la fiscal encargada para buscar la sucesora de Barbosa que aún la Corte Suprema de Justicia no ha elegido.
El presidente de la Corte Suprema de Justicia desmintió al presidente y al director de la policía y argumentó que se puso el riesgo de la integridad de los magistrados y empleados en el intento de asedio en la marcha del 8 de febrero.
El 20 de febrero por medio del fallo de tutela del Consejo de Estado le ordena a la alcaldía de Bogotá encabezado por Carlos Fernando Galán, reforzar la seguridad colocando a los agentes de policía alrededores de la sede de la Corte Suprema de Justicia para evitar alteraciones de orden público durante el proceso de elección de la nueva fiscal general de la nación el 22 de febrero.

### Elección de la Fiscal General de la Nación
El 22 de febrero se vuelve aplazar la elección de la nueva fiscal general, pero la candidata Amelia Pérez Parra obtuvo 13 votos de los 16, suena la más opcionada para asumir el cargo, la fecha de la nueva elección se fijó para el 7 de marzo. El 6 de marzo la candidata para la fiscal general Amelia Pérez Parra presentó su renuncia a los magistrados de la Corte Suprema de Justicia por el escándalo que involucra a su esposo Gregorio Oviedo que había escrito mensajes con fuertes señalamientos contra varios medios de comunicación y miembros de la oposición que perdiera el respaldo.
El 12 de marzo se eligió a la nueva fiscal general de la nación para el período 2024-2028 Luz Adriana Camargo tras tras un largo proceso que causó algunas controversias, que asumió el cargo el 22 de marzo con la presencia del presidente Gustavo Petro.